# Старинная музыка (журнал)
«Старинная музыка» — российский музыковедческий журнал.
Учредителем и издателем журнала является литературное агентство «ПРЕСТ». Журнал выходит ежеквартально со второго полугодия 1998 года. В нём содержатся статьи на тему музыкальной истории и теории музыки, связанные с проблемами музыкального источниковедения и текстологии. Также журнал публикует новости об актуальных событиях, имеющих отношение к старинной музыке, интервью с деятелями искусства, рецензии на книги и альбомы
В 2000 году журнал удостоился диплома Российского комитета по регистрации рекордов планеты, согласно которому он является «первым и единственным за всю историю России периодическим изданием, специализирующимся на старинной музыке: её истории и бытовании в современной музыкальной жизни».
По инициативе редакции журнала, в 2005 году Российским гуманитарным научным фондом было принято решение об издании энциклопедического словаря «Старинная музыка».
Включён в перечень ВАК с 2008 года. Со второго полугодия 2010 года издаётся при участии Научно-исследовательского центра методологии исторического музыкознания Московской государственной консерватории имени П. И. Чайковского.